# رابرت لی (هنرپیشه بریتانیایی)
رابرت یا فو لی (انگلیسی: Robert Ya Fu Lee (متولد ۳۰ نوامبر ۱۹۱۳ - وفات ۱ دسامبر ۱۹۸۶) یک بازیگر چینی مقیم بریتانیا بود.

## پیشینه
وی در تیانجین متولد شد، و سپس به عنوان یک دانشجوی خارجی وارد انگلستان شده و مدرک لیسانس تاریخ را از کالج ترینیتی، کمبریج دریافت نمود. او سپس ابتدا در یک رستوران چینی و و سپس در یک رستوران ژاپنی مشغول به کار شد، پیش از آنکه در سال ۱۹۴۴ توسط دوستانش به بازیگری تشویق شود. لی در دهه‌های ۱۹۶۰، ۱۹۷۰ و ۱۹۸۰ در بسیاری از فیلم‌ها و برنامه‌های تلویزیونی به ایفای نقش‌های فرعی پرداخت و هر زمان که یک فیلم به یک شخصیت آسیای شرقی نیاز داشت، برای بازی از او دعوت می‌شد. از جمله فیلم‌هایی که او در آن ایفای نقش داشت می‌توان به فقط دو بار زندگی می‌کنید (۱۹۷۶)، خیابان هاف مون (۱۹۸۶) نام برد. وی در سریال‌های تلوزیونی انتقام جویان، کارآگاه چینی و بیل نیز حضور داشت، اما شناخته شده‌ترین نقشی که وی بازی نمود تارو ناگازومی، مدیر بازرگانی ژاپنی و زبان آموز انگلیسی در مجموعه تلوزیونی از نوع کمدی موقعیت، به نام حواست به حرفات باشه در طی سالهای ۱۹۷۷ الی ۱۹۷۹ بود. او هرگز ازدواج نکرد و در مصاحبه ای در سال ۱۹۸۴ ازدواج را به عنوان "مسئولیت بیش از حد " توصیف نمود. وی در آپارتمانی در همپستید، وافع در شمال لندن زندگی می‌کرد، جایی که پس از دو سال بیماری در ۱ دسامبر ۱۹۸۶، در سن ۷۳ سالگی، درگذشت.